# Талаганте
Талаганте (исп. Talagante) — город в Чили. Административный центр одноимённой коммуны и провинции Талаганте. Население города — 49 957 человек (2002).   Город и коммуна входит в состав провинции Талаганте и Столичной области.
Территория — 126 км². Численность населения — 74 237 жителя (2017). Плотность населения — 589,2 чел./км².

## Расположение
Город расположен в 35 км на юго-запад от столицы Чили города Сантьяго.
Коммуна граничит:
- на севере — с коммуной Пеньяфлор
- на северо-востоке — с коммуной Калера-де-Танго
- на востоке — с коммуной Сан-Бернардо
- на юге — с коммуной Исла-де-Майпо
- на западе — c коммуной Эль-Монте

## Демография
Согласно сведениям, собранным в ходе переписи 2017 г. Национальным институтом статистики (INE),  население коммуны составляет:
| Полное население                          | Полное население                          | Полное население                          | Полное население                          | Полное население                          | 74 237 |
| ----------------------------------------- | ----------------------------------------- | ----------------------------------------- | ----------------------------------------- | ----------------------------------------- | ------ |
| в том числе:                              | Городское население                       | 59 209                                    | Процент городского населения, %           | 79,76                                     |        |
|                                           | Сельское население                        | 15 028                                    | Процент сельского населения, %            | 20,24                                     |        |
|                                           | Мужское население                         | 36 769                                    | Процент мужского населения, %             | 49,53                                     |        |
|                                           | Женское население                         | 37 468                                    | Процент женского населения, %             | 50,47                                     |        |
| Плотность населения, чел./км²             | Плотность населения, чел./км²             | Плотность населения, чел./км²             | Плотность населения, чел./км²             | Плотность населения, чел./км²             | 589,2  |
| Население коммуны в % к населению области | Население коммуны в % к населению области | Население коммуны в % к населению области | Население коммуны в % к населению области | Население коммуны в % к населению области | 1,04   |

| Динамика изменения населения коммуны | Динамика изменения населения коммуны | Динамика изменения населения коммуны | Динамика изменения населения коммуны |
| ------------------------------------ | ------------------------------------ | ------------------------------------ | ------------------------------------ |
| 1992                                 | 2002                                 | 2012                                 | 2017                                 |
| 44 908                               | 59 805▲                              | 65 020▲                              | 74 237▲                              |

## Важнейшие населенные пункты

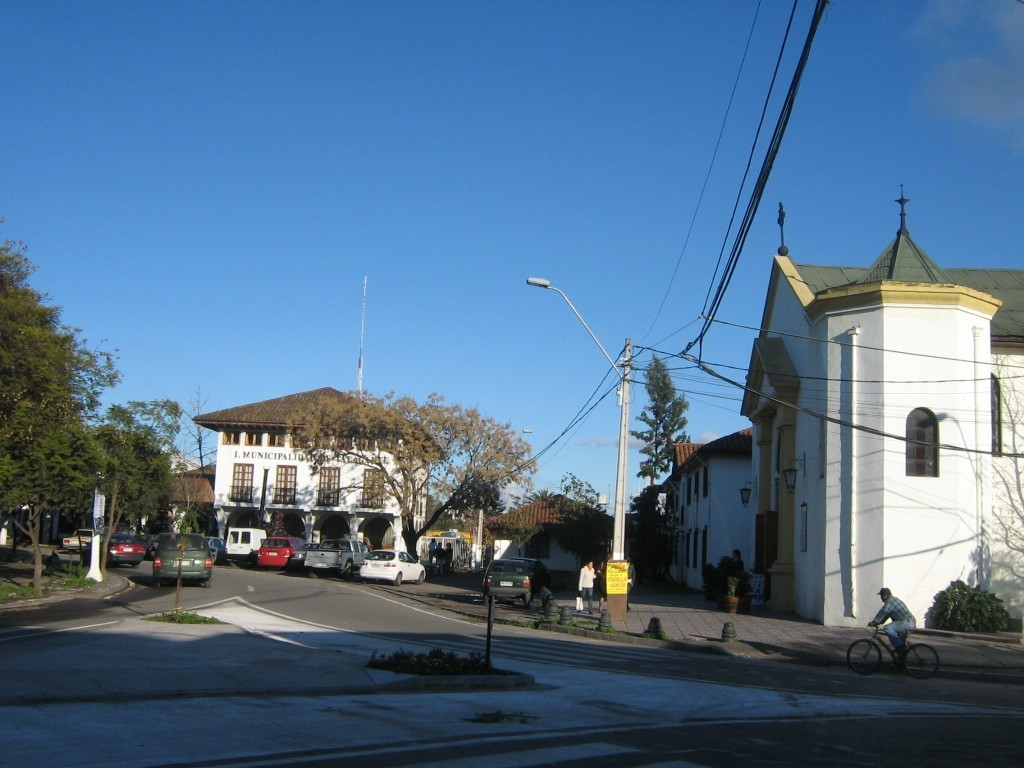

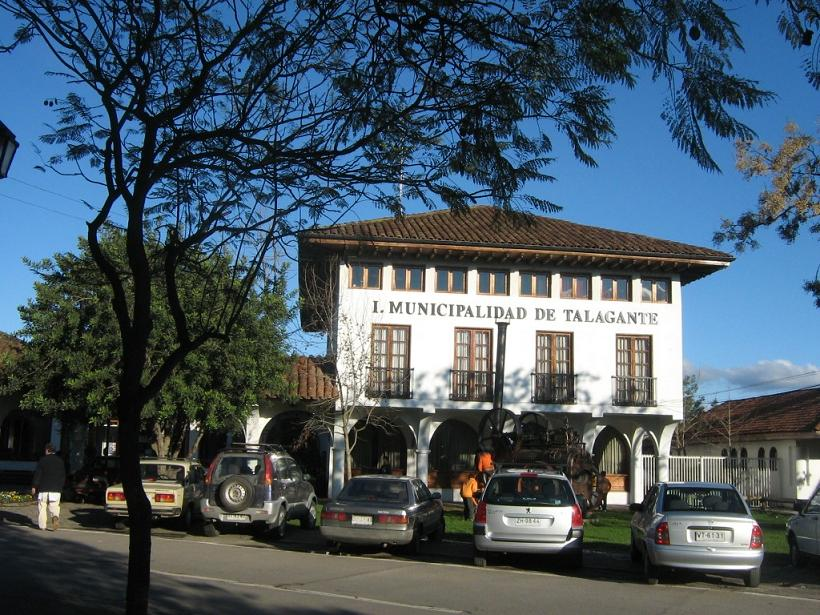

## Важнейшие населенные пункты[4]
| №  | Населённый пункт    | Населённый пункт (исп.) | Категория | Население чел. (2002) | На карте                        |
| -- | ------------------- | ----------------------- | --------- | --------------------- | ------------------------------- |
| 1  | Талаганте           | Talagante               | город     | 49 957                | 33°39′52″ ю. ш. 70°55′37″ з. д. |
| 2  | Лонкен              | Lonquén                 | поселок   | 820                   | 33°42′44″ ю. ш. 70°51′08″ з. д. |
| 3  | Эль-Рото-Чилено     | El Roto Chileno         | поселок   | 630                   | 33°39′50″ ю. ш. 70°50′09″ з. д. |
| 4  | Вилья-Лорето        | Villa Loreto            | поселок   | 413                   | 33°38′15″ ю. ш. 70°52′38″ з. д. |
| 5  | Парке-Донья-Хавьера | Parque Doña Javiera     | поселок   | 336                   | 33°42′20″ ю. ш. 70°58′45″ з. д. |
| 6  | Эль-Кармен          | El Carmen               | поселок   | 265                   | 33°38′41″ ю. ш. 70°55′02″ з. д. |
| 7  | Лас-Голондринас     | Las Golondrinas         | поселок   | 152                   | 33°38′38″ ю. ш. 70°52′51″ з. д. |
| 8  | Санта-Амелия        | Santa Amelia            | поселок   | 146                   | 33°39′07″ ю. ш. 70°53′32″ з. д. |
| 9  | Эль-Лабрадор        | El Labrador             | поселок   | 130                   | 33°42′13″ ю. ш. 70°52′31″ з. д. |
| 10 | Ла-Манреса          | La Manreza              | поселок   | 111                   | 33°42′38″ ю. ш. 71°00′17″ з. д. |